# Pampatar

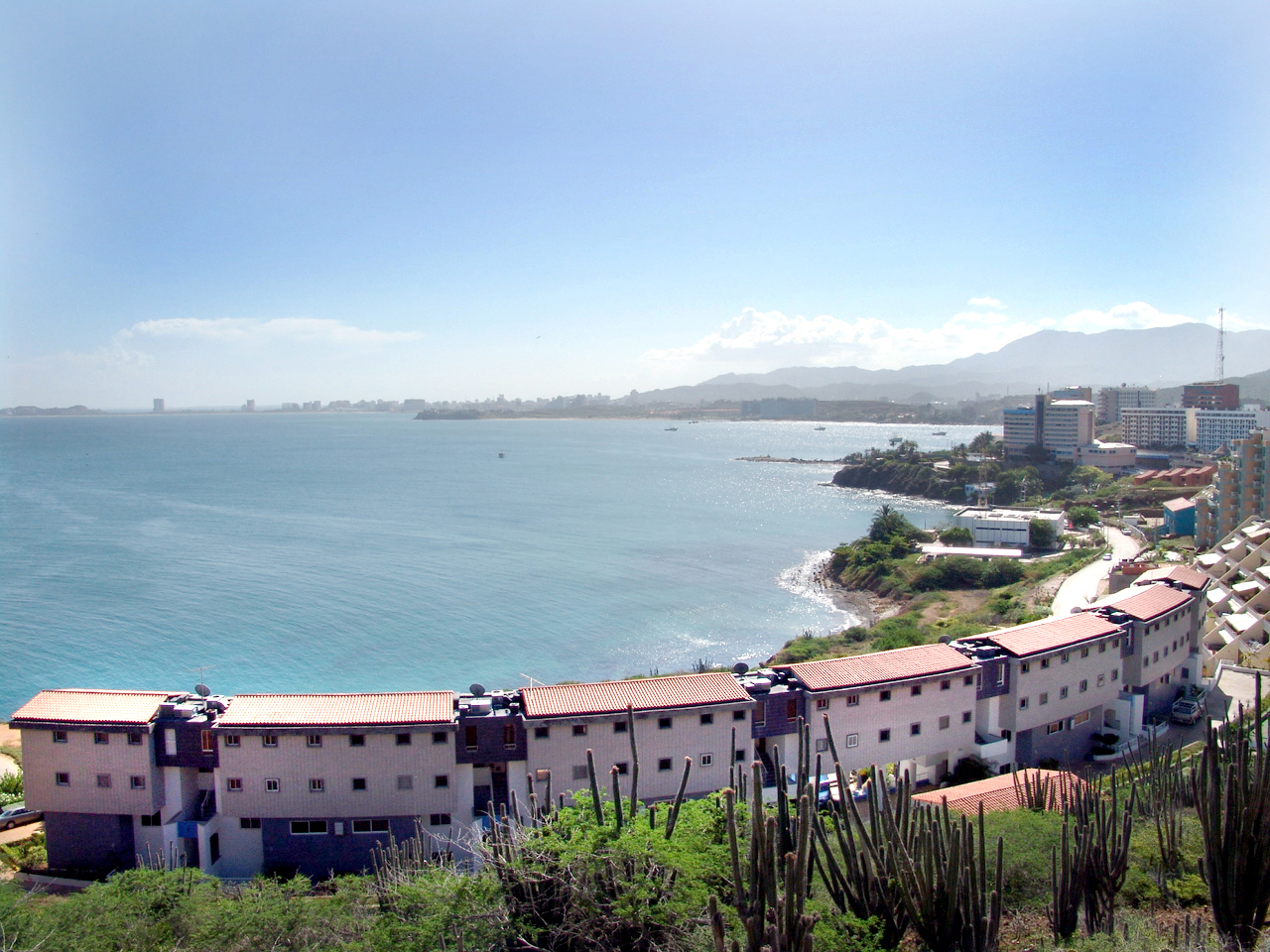
Pampatars kustlinje

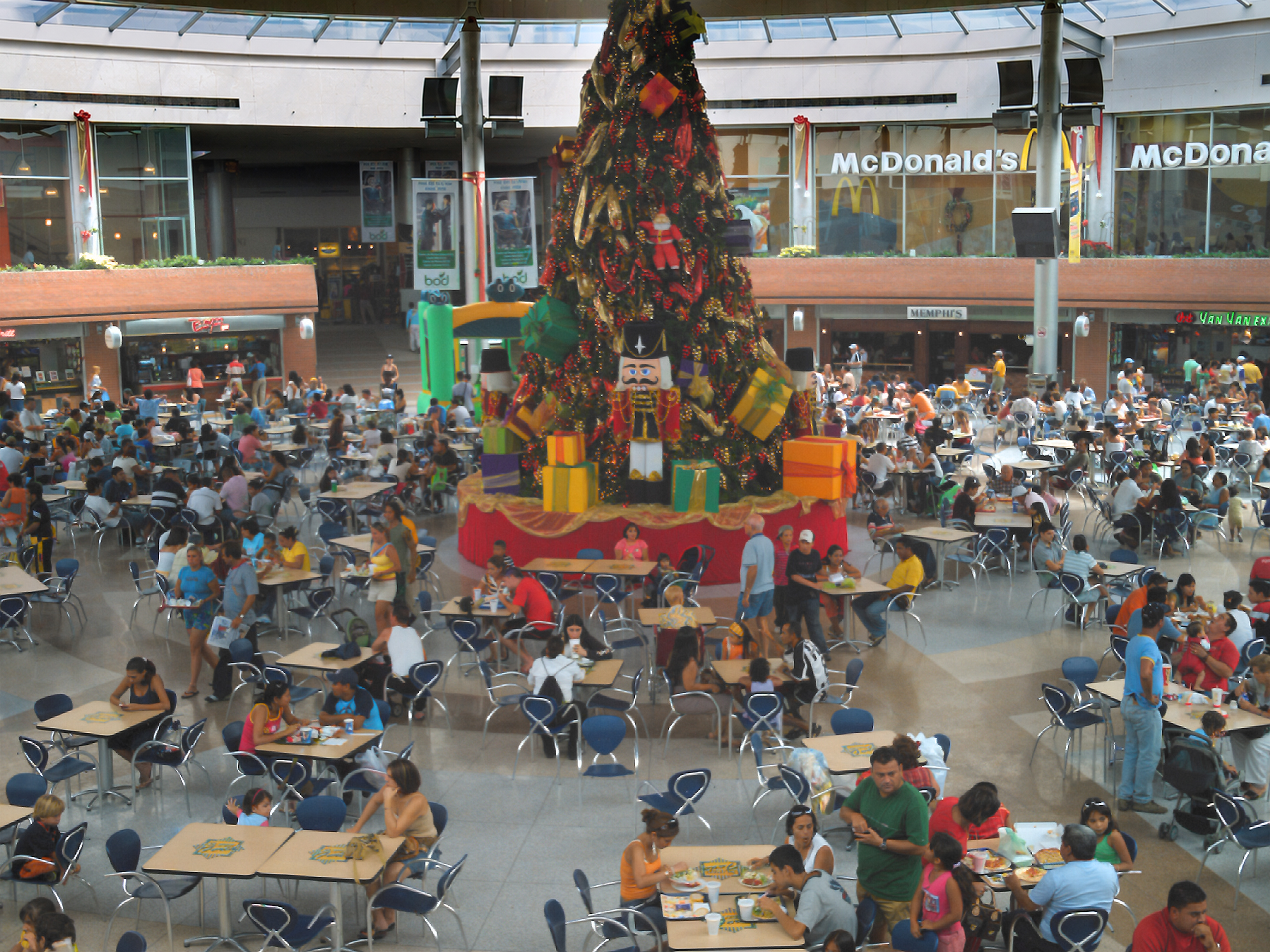
Restaurangdelen av Sambil

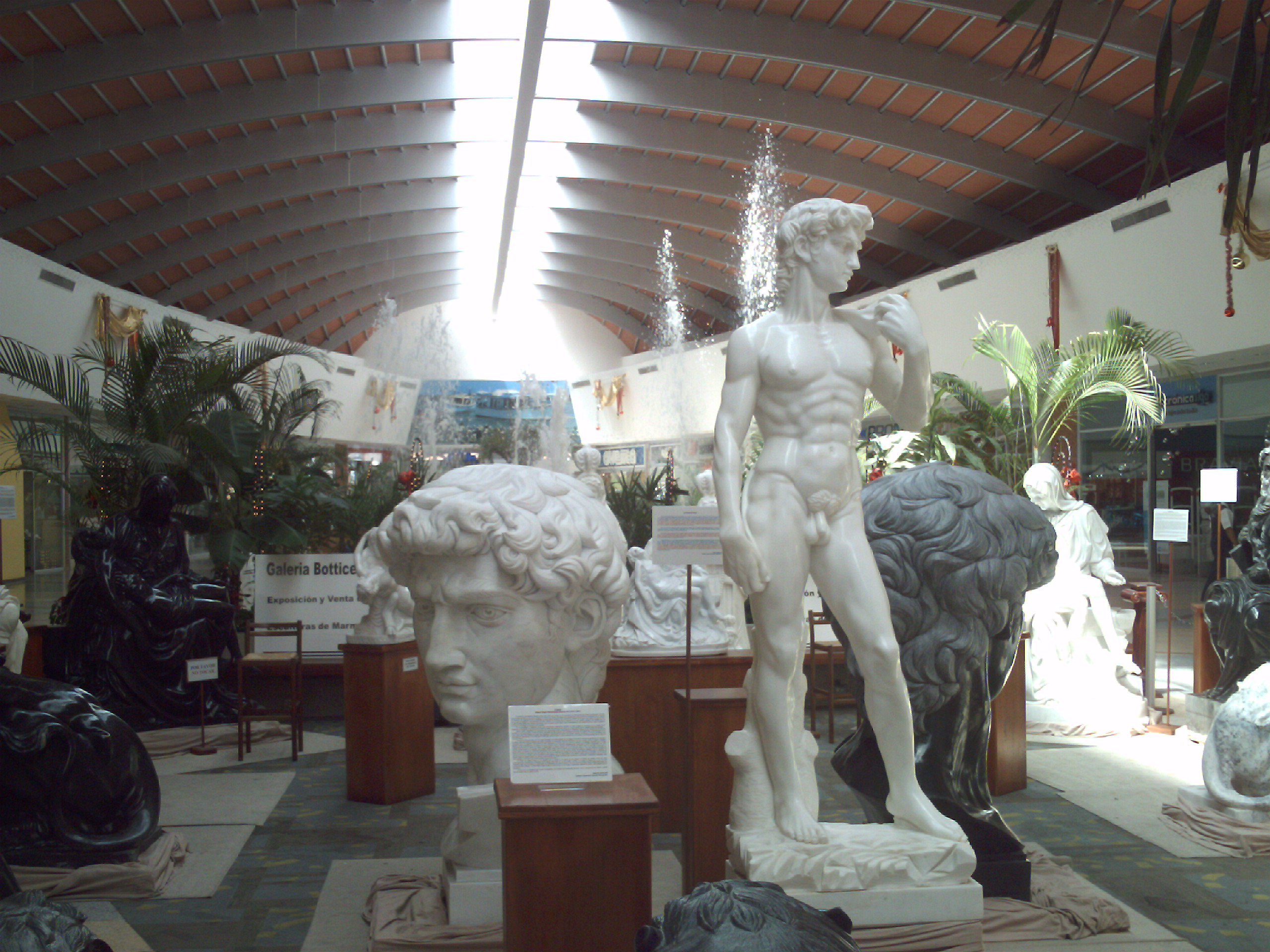
Konstutställning i Sambil

Pampatar är en stad på Isla Margarita, Nueva Esparta, Venezuela. Den 30 juni 2008 hade staden 42 662 invånare på en yta av 38 kvadratkilometer. Den kommun som administreras av staden har det officiella namnet Maneiro.
Staden ligger ungefär 12 kilometer ifrån La Asunción, och 10 kilometer ifrån Porlamar. Då Porlamar expanderar öster ut håller de båda städerna på att växa ihop.
Staden ligger vid kusten och den grundades 1552. Dess strategiska betydelse blir tydligt när man besöker Castillo de San Carlos de Borromeo, som ligger vid stranden i mitten av staden. Det är byggt helt och hållet av korall av spanjorerna 1662 då det ursprungliga fortet förstördes av tyskarna. I staden centrum ligger Iglesia Santísimo Cristo eller Iglesia del Cristo del Buen viaje, som har ett klocktorn med trappan på utsidan, en arkitektonisk underlighet som finns på många kyrkor på Isla Margarita.
Idag är staden känd för sina många shoppingcenter (Sambil eller Rattan Plaza) och affärsaktiviteterna pågår dygnet runt